# Wilk (album The Analogs)
Wilk – osiemnasty album polskiego street punkowego zespołu The Analogs.
W odróżnieniu od poprzednich płyt na wokalu nie ma Dominika "Harcerza" Pyrzyny, który postanowił odejść z zespołu. Na płycie śpiewa Kamil Rosiak, czyli dotychczasowy gitarzysta zespołu.
Album został wydany 15 stycznia 2018 roku przez wydawnictwo Lou&Rocked Boys.
Płyta komentuje politykę, historię i życie codzienne. Kawałek "Trzynasta" (4) opowiada o Dąbrowszczakach, uderzają też w straż miejską (10) i w księży.

## Lista utworów
1. Kiedy byłeś dzieckiem
2. Nie idź drogą tą
3. Wilk
4. Kolejna smutna piosenka
5. Trzynasta
6. Podpal to
7. Nim wyruszę w drogę
8. Taxi
9. Ballada o Okrzei
10. Straż miejska
11. Tak bardzo tęsknię